# Tachyphyle aganapla
Tachyphyle aganapla là một loài bướm đêm trong họ Geometridae.